# Sauna de fumo

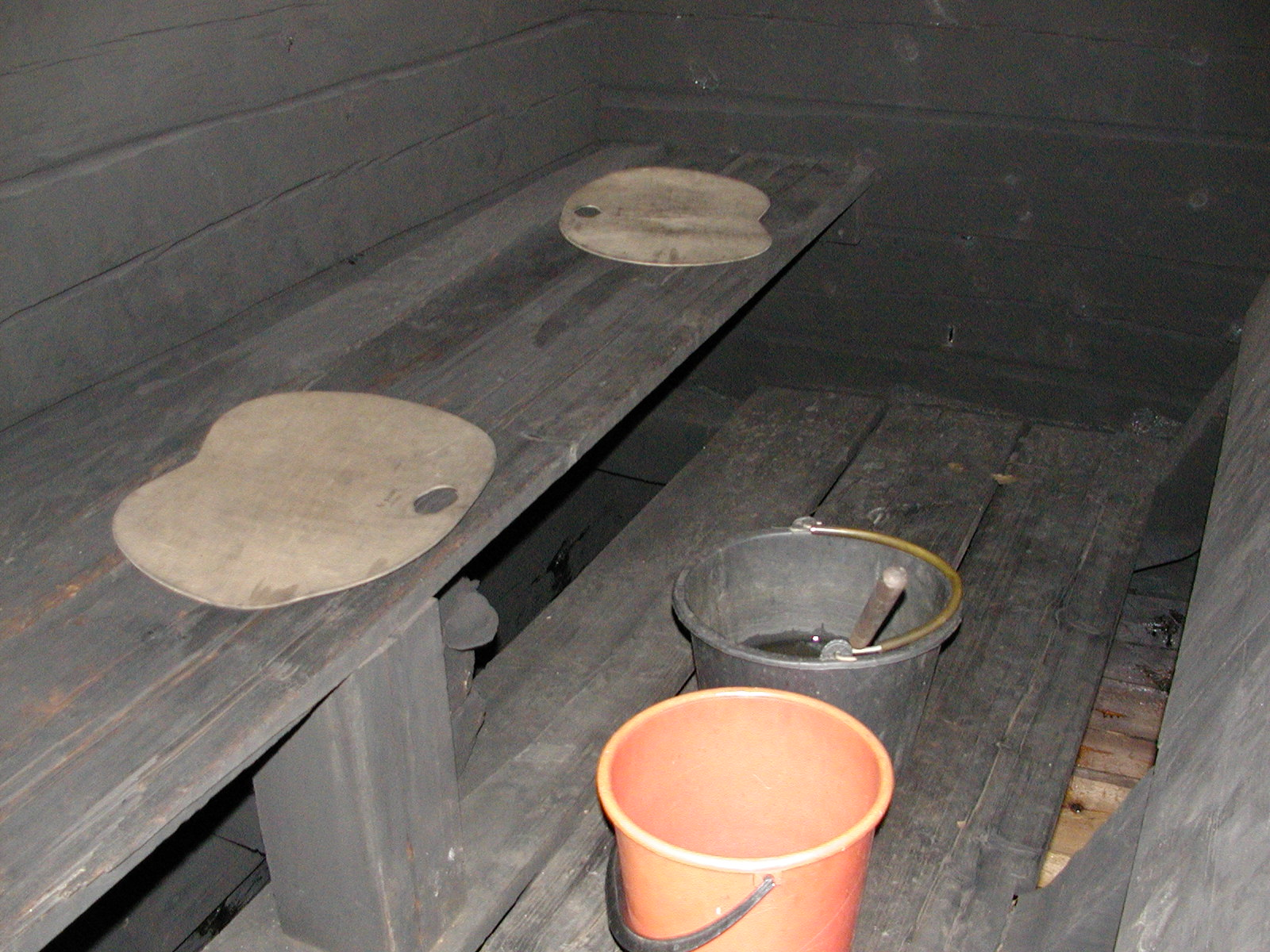
Espaço para sauna de fumo.

Uma sauna de fumo ou sauna de vapor (em finlandês:  savusauna, em lapão setentrional:  rökbastu, em estoniano:  suitsusaun, em alemão:  Rauchsauna) é uma sauna que é tradicionalmente acionada com a ajuda de um forno a lenha, mas não tem uma chaminé ou um cano para a exaustão do fumo. É tradicional da Finlândia e dos Países Bálticos, mas também pode ser encontrada em outros países.

## Processo de elaboração
Para iniciar o processo, o forno a lenha contém uma certa quantidade de madeira (por exemplo, de bétula) e é aceso. Por cima do forno existem pedras, que vão aquecendo. O aquecedor é de aquecimento único, ou seja, o aquecedor não pode ser aquecido durante o banho. Os gases de combustão resultantes inundam o espaço da sauna e vão saindo por abas de ventilação no teto ou por portas, que estão abertas, deixando sair o fumo. O calor residual é suficiente para a sauna, e esta está então pronta para uso.

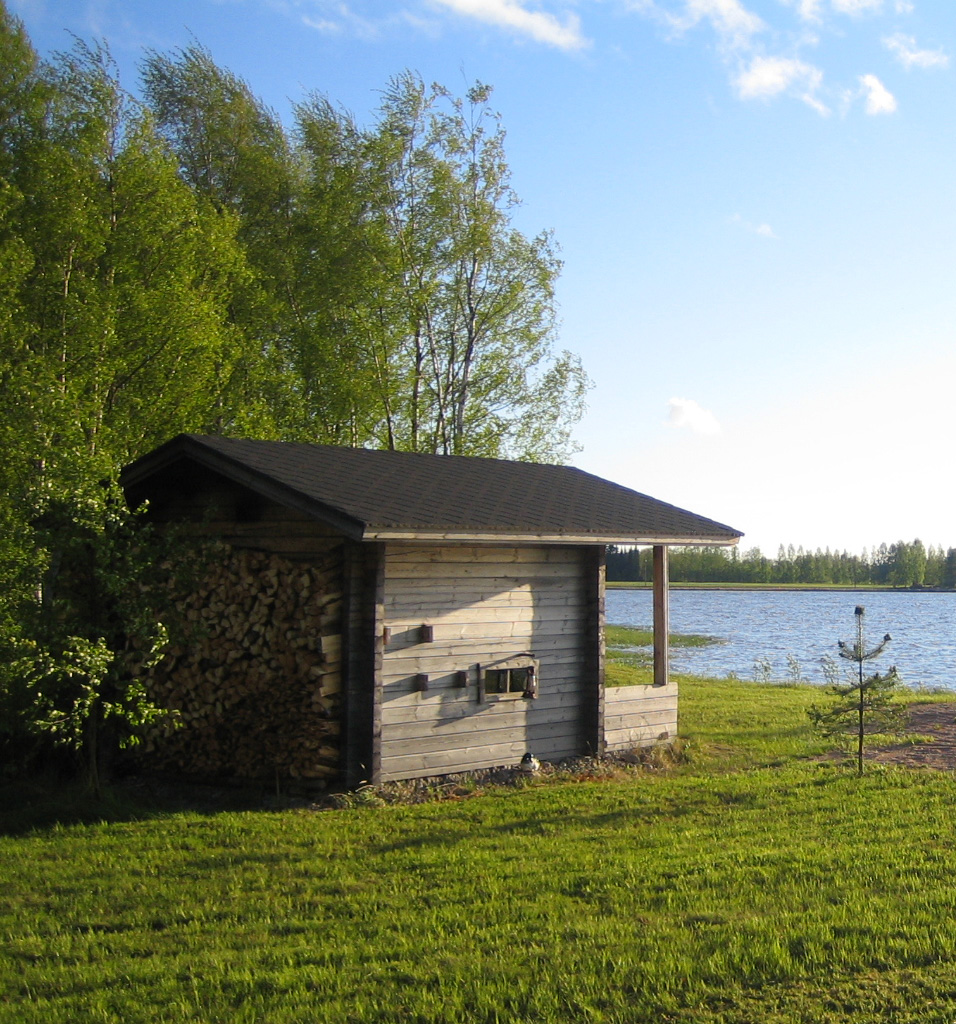
Cabana para sauna de fumo.

O processo exige todo um conhecimento para que seja executado com êxito e segurança. A sauna não deve ser muito aquecida, para evitar queimaduras. Não se deve pedir a pessoas inexperientes para executarem o aquecimento. Todos os objetos em cima do forno devem ser removidos.Deve ser trazida lenha pouco a pouco. As pedras dentro do fogão devem estar pelo menos parcialmente vermelhas quando aquecidas. Se as chamas baterem nas pedras durante o aquecimento, deve-se despejar um pouco de água no fogo. Deve-se verificar o aquecedor antes do aquecimento seguinte.
O aquecimento único requer que o aquecedor tenha mais pedras armazenadoras de calor do que uma sauna com aquecimento contínuo, porque nenhum aquecimento adicional pode ser feito durante a fase em que as pessoas estão na sauna. Uma pequena sauna de fumo para quatro pessoas geralmente aquece em questão de horas e requer meia hora após a extinção do lume, servindo para "saciar" o carvão e ventilar os fumos. A ventilação é promovida se as brasas são puxadas para a frente da lareira no final da queima. Neste caso, as brasas queimam rapidamente e não há risco de formação de monóxido de carbono e consequente risco de envenenamento.
As saunas de fumo têm vindo a ser cada retomadas em anos recentes, pois são consideradas superiores por alguns connoisseurs, por exemplo devido ao vapor suave produzido por uma grande quantidade de pedra de queima única. O cheiro da sala de vapor também é agradável. Não é provável. no entanto, que venham a substituir as saunas "normais" porque exigem talento para controlar as temperaturas, mais esforço e mais tempo, habitualmente muitas horas, para bem executar todo o processo.

## Importância cultural
A tradição da sauna de fumo é uma parte importante da vida quotidiana na comunidade Võro da região de Võrumaa, na Estónia. Há todo um rico conjunto de tradições, incluindo os hábitos do banho propriamente ditos, o fabrico de acessórios, a construção e a reparação de saunas e o processo de produção de carnes fumadas na sauna. A sauna é um edifício ou sala aquecida por um fogão a lenha coberto com pedras e com uma plataforma elevada para as pessoas se sentarem ou deitarem. Não tem chaminé, pelo que o fumo da madeira queimada circula pela sala. As pessoas geralmente visitam a sauna juntas e permanecem até o corpo transpirar. Deita-se água sobre as pedras aquecidas para produzir ar quente carregado de vapor, e os banhistas batem em seus corpos com um látego, normalmente de ramos, para esfregar a pele morta e estimular a circulação sanguínea. Depois de suarem, se flagelarem e relaxarem, as pessoas refrescam-se e enxaguam os seus corpos com água. O procedimento é repetido várias vezes.
A tradição da sauna de fumo é principalmente um costume de família, geralmente praticado aos sábados, mas também antes de grandes festividades ou eventos familiares, cuja principal função é relaxar o corpo e a mente. As famílias revezam-se como anfitriãs de sessões de sauna. Normalmente, um membro mais velho da família é responsável por preparar a sauna, sendo acompanhado por crianças que pouco a pouco adquirem o conhecimento necessário.
O uso tradicional da sauna de fumo em Võromaa foi classificado pela UNESCO na lista representativa do Património Oral e Imaterial da Humanidade em 2014